# Land du välsignade (utställning)
Land du välsignade var en svensk vandringsutställning som startade 1973 och producerades av den statliga myndigheten Riksutställningar i samarbete med Nordiska museet. Utställningen handlade om industrialismens genombrott i Sverige, arbetarnas miljöer och folkrörelsernas framväxt 1850 till 1915. Land du välsignade fick uppmärksamhet för sin form och sitt innehåll, men också för att den kompletterades med visning av det nya mediet video.

## Bakgrund
Land du välsignade kan sägas vara en fortsättning på Riksutställningars experiment med innehåll och form, som sedan slutet på 1960-talet hade fått uppmärksamhet nationellt och internationellt bland annat genom vandringsutställningarna Det underbara skåpet och Upptäcka – uppleva.
Riksutställningar funderade mycket kring hur en utställning skulle gestaltas rent fysiskt i den faktiska utställningslokalen – så kallad rumslig gestaltning. För en vandringsutställning var det extra viktigt att formen var anpassad och planerad så att den fungerade i de lokaler som den skulle visas i. Ett sätt att tackla problemet var att låta utställningen bilda ”rum i rummet”, det vill säga en avgränsad yta som delades in i mindre ytor där innehållet i utställningen visades. Därmed minskade beroendet av utställningslokalens utseende och form och besökaren fick ta del av utställningen på ett mer koncentrerat vis.
I Land du välsignade utvecklades metoden ytterligare. Ett större, avgränsat, utställningsrum, delades in i ett antal mindre, scenografiska rum. Det här ansågs vid tidpunkten innebära ett nytt sätt att göra historia levande och en stor kontrast mot hur de flesta av dåtidens museer i Sverige visade upp sitt innehåll. Ofta använde museerna klassiska montrar vilket gav ett statiskt och splittrat intryck och helheten gick förlorad, menade en del av kritikerna.
 

Riksutställningars Eva Persson: 
Inget annat medium än utställningen har något så fantastiskt till skänks som de föremål som finns i museerna, men föremålen måste användas på ett riktigt sätt. Runt dem skapar man miljöer som hjälper besökarna att leva sig in i olika förhållanden/…/. Med miljöernas hjälp dramatiseras berättelsen så att alla som går in i utställningen känner att de måste följa den till slut.

## Tema
Grundmotivet hos Land du välsignade är den föreställda kampen mellan arbetet och kapitalet, ett tema som återfinns hos flera andra produktioner av Riksutställningar. Land du välsignade tog avstamp i industrialismens framväxt i Sverige och syftet var att visa hur samhället hade utvecklats ur ett socialt perspektiv de senaste hundra åren, sett från arbetarens horisont. Det hela skulle dessutom levandegöras på ett nytänkande vis, var målsättningen.
I foldern ”Information om utställningen Land du välsignade” framgår att målgruppen var den breda allmänheten. Utställningen skulle också ha ett mer konkret pedagogiskt syfte med inriktning mot skolverksamhet från och med mellanstadiet, gymnasiet, yrkesskolor, vuxenutbildning och studiecirklar som skulle kunna använda Land du välsignade i sin undervisning.

## Produktion
Som projektledare för Land du välsignade valdes Riksutställningars producent Eva Persson. Hon var tidigare känd för myndighetens uppmärksammade vandringsutställningar Den rike mannens bord och Förbud mot handikapp och fick nu möjligheten att samarbeta med frilansproducenten Wille Brunk.
Konstnären Anders Åberg var den som fick uppdraget att bygga utställningen. Han konstruerade modeller av verkliga miljöer i olika skalor och olika material, ofta med hjälp av uppförstorade och dokumentära fotografier. Bilderna föreställde olika motiv och händelser som var viktiga för utställningens berättelser. Anders Åberg använde sig av utsågade bilder av personer i naturlig storlek för att göra scenerna levande.
Utställningen med sitt landskap bygges upp i Riksutställningars ateljé i Stockholm efter Anders Åbergs ritningar. Hus och övriga miljöer skulle se slitna och använda ut, i vissa fall rent fallfärdiga.

Conny Bohman, anställd vid Riksutställningars ateljé på den tiden, berättar i en intervju 2009:
Vi var så noga och gjorde det jättesnyggt. Åh vad fint! sa han [Anders Åberg], nu ska vi patinera den, sen kom han dit med en stor yxa och så gick han loss på spröjsverket i fönstren med yxan och flisorna rök och jag stod där./…/ Han trollade ju, för mig var det otroligt. Jag blev så imponerad, det var så kul att jobba.

### Ett Sverige på 150 kvadrat
Resultatet blev en 120 till 150 kvadratmeter stor utställning med syfte att visa hur Sverige förvandlades från bondesamhälle till industrination, och om arbetarnas upplevelser och villkor under perioden. Volymen beräknades till mellan 35 och 40 kubikmeter.
Tre samhällstyper visades upp som panoraman i Land du välsignade:
1. Det överbefolkade småbrukarsamhället, 1850- och 1860-tal.
2. Sågverkssamhället, 1870- och 1880-tal.
3. Den växande industristaden med verkstadsindustri, 1890- och 1910-tal.[8]

För besökaren innebar en utflykt i Riksutställningars och Anders Åbergs värld en promenad som gick genom de olika samhällena med start i en överbefolkad småbrukarbygd med backstuga. Därifrån gick färden vidare över ett påbörjat järnvägsbygge till ett sågverkssamhälle med Folkets hus, nykterhetsloge och systembolagsbutik. Etapp tre innebar en större stad med verkstadsindustrier och nybyggda arbetarkvarter och till sist en första-maj-demonstration.
Anders Åbergs utställningsteknik – rekonstruktioner av realistiska miljöer som skulle studeras i en bestämd ordning – vidareutvecklades sedan av Riksutställningar. Det skedde i vandringsutställningen Maskin makt med turnéstart 1977.
För att besökaren skulle kunna orientera sig bland landskapet Land du välsignade trycktes en 120-sidig katalog med illustrationer i A4-format. Det fanns också en utställningsguide i form av ett enkelt A4-blad med en skiss över utställningen och beskrivning av innehållet. Affischen tillverkades i formatet 70 gånger 100 centimeter.
I Land du välsignade ingick också ett studiemateriel med arbetsuppgifter samlat i ett 20-sidigt häfte med gröntintad framsida med ett fabriksbyggnadsmotiv från utställningen. Studiematerialet ingick i sin tur i ett studiepaketet som var riktat till folkhögskolor.

### Vandringsutställning på LP
I studiematerialet ingick också en grammofonskiva (LP) som hade producerats av Rikskonserter och som fick namnet LP 45. Den skildrade hur musiken förändrades i takt med att det svenska samhället genomgick en förvandling – från bondesamhällets folkliga musik till den musik som förknippas med tidens nya yrkesgrupper, ofta i de växande städerna. Det rörde sig bland annat om rallarvisor, folkrörelsernas sånger, dansmusik på dragspel och mässingsinstrument. Med skivan följde kommentarer till musiken och texterna till alla sånger fanns i ett häfte i skivfodralet.

#### Land du välsignadeCaprice RIKS LP 45[12]
Skivmärke Caprice, speltid cirka 36 minuter.
Sid 1.
- 1. Lockrop. Märta Eriksson, Trångåsen, Offerdal, sång.
- 2. Ro, ro till fiskeskär… Bälter Selma Hansback, Älvdalen, sång.
- 3. Hurtemors polska. Karl Hägg och Axel Johansson, Vänge, fiol.
- 4. I ensliga stugan. Tyra Karlsson, Östersund, sång och cittra.
- 5. Kråkemåla nämndemansgård. Oskar Persson, Hallbro, sång.
- 6. Pålningsramsa.
- 7. Borrningsvisa.
- 8. Baxningsramsa.
- 9. Jag är födder i en stuga… Rallarvisa. Karl Jernberg, Arbrå.
- 10. Stenknackarpolka. Herman Axelsson, Lessebo, dragspel.
- 11. Takt, takt, hållen takten. Logen Ny Tid, Linköping, sång.

Sid.2
- 12. Säg känner du det underbara namnet. Tyra Karlsson, Östersund, sång och cittra.
- 13. Folksång. Elever vid Tenhults skola, sång. Ingemar Stenström, harm.
- 14. När vi sitta i vår bänk. Som 13.
- 15. Undergifvenheten. Som 13.
- 16. Soldatvisa. Som 13.
- 17. Så samlas vi ånyo här. Logen Ny Tids kör, Linköping.
- 18. Galopp. Mässingssextett, Lindås.
- 19. Mariahambo. Som 18.
- 20. En visa om Norbergsstrejken. Jan Hammarlund, sång.
- 21. Strejkmarschen ur ”Stockholmsluft”. August Svensson, sång.[13]

### ”Grofarbetare”-mapp
Till Land du välsignade producerades också ett så kallat dokumentkuvert (pappmapp) med 20 bilagor bestående av faksimiler av dokument från arbetarrörelsens framväxt i Sverige. Mappen tillverkades i 2 000 exemplar till en totalkostnad av 35 000 kronor. Den såldes för 20 kronor i samband av visningarna av Land du välsignade.

#### Innehåll
- 1. Kommunismens röst Förklaring af det Kommunistiska Partiet
- 2. Sång för Fahlu Grufvas arbetare
- 3–5.Tre telegram om en strejk
- 6. Södertelje Grofarbetare-fackförenings fana
- 7. Till arbetarne vid Reijmyre glasbruk
- 8–9. Gesällbrev och fackföreningsbok för F G Stefansson
- 10. Upprop om facklig organisation för kvinnor
- 11. Utdrag ur protokoll från Sveriges socialdemokratiska partis första kongress för norra och mellersta distriktet
- 12. Upprop om tidningen Tidens nedläggning
- 13. Brev till Hjalmar Branting om nedläggningen av Tiden
- 14. Axel Danielssons handskrivna förslag till socialdemokratiskt partiprogram
- 15. Flygblad om folkmöte
- 16. Demonstrationsmärken
- 17. Nya Nisse Socialdemokratisk första maj-tidning
- 18. Skämtteckningar ur tidningen Karbasen
- 19. Nykterhetsaffisch
- 20. Affisch med fotografier från industrialismens genombrottsår

### Tidigt försök med video
I samband med att Land du välsignade kom till Umeå, i mitten av januari 1974, förberedde Västerbottens museum och Riksutställningar ett försök med visning av  material på det nya mediet video, omnämnt som ”tv-kassett”. Liknande visningar planerades också för orterna Skellefteå, Östersund, Strömsund och Sveg.
Fyra program på fastställda tider:
- ”En arbetarby vid Norrlandskusten” (30 minuter, svartvit), producerad av Sune Jonsson, Västerbottens museum/Sveriges Radio.
- ”Intervju med Anders Åberg” (10 minuter, färg), producerad av Jan Hjorth, Riksutställningar.
- ”Från lax till lakan” (12 minuter, svartvit), utdrag ur senare delen av TRU-produktionen ”Bygd i förvandling”.
- ”Ett hus i min famn” (35 minuter, färg), ett program om Anders Åberg producerat av Sveriges Radio.[17]

Videovisningarna i Umeå väckte uppmärksamhet och fick utrymme i Västerbottens Folkblad:
/…/Umeå är bland de första platserna i Sverige där tv-kassetter används inom kultursektorn/…/

## Turné
Land du välsignade invigdes i Kiruna stadshus i september 1973. Utställningen transporterades med möbelbuss till utställningsorterna och med på resorna följde Riksutställningars reseassistenter som ansvarade för flyttning och upp- och nedmontering av materialet. Behövdes extra personal för ändamålet fick mottagaren (den lokala utställaren) ordna det i samråd med Riksutställningar.
I samband med turnén uppmanades de lokala arrangörerna av utställningen att anordna kompletterande aktiviteter, exempelvis filmvisning. Som exempel kan nämnas när Land du välsignade visades på Dalarnas museum i Falun i slutet på 1974 och början av 1975. Onsdagen 4 december och söndagen 8 december 1974 visades filmen Där komma skaror tågande… – en berättelse från industrialismens barndom.Andra programpunkter under utställningsperioden var bland annat ”När väckelsen kom till byn” med lektor Erland Sundström och ”Sång och musik från farfars tid” med en ensemble ur Regionmusiken, 9 och 11 januari 1975.
Följande turnéplan planerades av Riksutställningar:

### 1973
- Kiruna, stadshushallen 15/9–7/10
- Luleå, folkets hus 17/10–13/1
- Strömbackaskolan, Piteå 25/11–31/12

### 1974
- Umeå, Västerbottens museum 16/1–24/2
- Skellefteå, Expolaris 7/3–27/3
- Östersund, länsmuseet 7/4–5/5
- Strömsund, sporthallen 12/5–26/5
- Sveg, Södra skolan 2/6–16/6
- Väja, Kramfors kommun, Folkets hus 15/8–11/9
- Sundsvall, Sundsvalls museum och Sundsvalls kulturnämnd 22/9–20/10
- Avesta, Sjöviks folkhögskola 4/11–19/11

### 1975
- Falun, Dalarnas museum 29/11–19/1
- Mora, Skandiabiografen 30/1–16/2
- Kalmar 1/3–6/4
- Hultsfred, Folkets hus 17/4–11/5
- Oskarshamn, sporthallen 23/5–15/6
- Ljusne, Folkets hus 17/8–14/9
- Bollnäs, Folkets park, 24/9–12/10
- Gävle, Polhemsskolan 24/10–23/11

### 1976
- Stockholm, Kulturhuset (Kilen) 6/12–6/1
- Västerås, slottet 18/1–29/2
- Eskilstuna, konstmuseet 21/3–19/4
- Nyköping, landstingets sessionssal 28/4–23/5

## Reaktioner
Utställningen blev uppmärksammad för sin utformning. Det ledde bland annat till att utställningsdesignern Anders Åberg fick i uppdrag att formge en så kallad basutställning på Västerbottens museum i Umeå. Hans sätt att använda sig av skal- och perspektivteknik i utställningsmodeller användes vid utställningen Människor kring en verkstad på Stadsmuseet i Stockholm, där de trånga lokalerna normalt var svåra att ställa ut i.

### Pressens synpunkter
Aftonbladet 1973-09-13:
Det är ingen överdrift att påstå att Riksutställningars senaste stora vandringsutställning, ”Land du välsignade”, är en lysande pedagogisk prestation. Den ställer ett klart och genomtänkt alternativ mot de debatterande utställningar som varit innehållsrika men tröttande – och ett slags upprättstående läroböcker/…/./…/när man klivit in i Anders Åbergs miljöcollage förflyktigas omedelbart upplevelsen av att historia är något tråkigt och arbetsamt. Allting får en underbar närhet och påtaglighet./…/Överallt en intensiv känsla av att man befinner sig ”på platsen” deltar i livet på 1800-talet, samtidigt som man lika intensivt upplever att man är i en historisk verkstad och medverkar i återskapandet av ett stycke klasskampsverklighet./…/
Barometern, 1975-02-27:
/…/Egentligen är hela idén med utställningens utformning ganska fantastisk. Här finns inga skyltar med halvintressant text att plöja igenom. I stället ”träffar” man en rad människor i form av förstoringar av dåtida fotografier som dragits upp i naturlig storlek./…/
Land, nr 39, 1973:
/…/Utställningen har framför allt två förtjänster. För det första har Anders Åberg medverkat med sina husmodeller. Den som imponerar mest är Gustavsbergs sågverk från Alnön i meterhög version. För det andra finns det en mycket genomarbetad katalog, som på ett populärt sätt berättar periodens historia, och inte kostar mer än tre kronor. Land du välsignade är en utställning att gå runt i, se på alla föremål, leva sig in i miljöerna, lyssna till ljuden, för att sedan i lugn och ro gå hem och läsa lite i katalogen. Den är väl värd ett besök./…/
Piteåtidningen, 1973-11-26:
– Den mest engagera[n?]de utställningen vi någonsin har haft i Piteå, sade kommunfullmäktiges ordförande, Tage Hansson, som öppnade utställningen inför en stor publik.
Tidningen Fackföreningsrörelsen gillade också Land du välsignade, men inte katalogen:
Det finns inga invändningar alls att göra mot själva utställningen. Däremot finns det anledning att se lite mera kritiskt på katalogen till utställningen, som skrivits av historikern Bernt Kennerström./…/Det stor naturligtvis Kennerström fritt att tycka vad han vill om socialdemokratins utveckling under Branting-epoken. Men hans åsikter bör inte serveras som oantastliga historiska sanningar. Läsarna har anledning att se upp med de värderingar som framförs.

### Johansson rapporterar
När utställningen invigdes med besöket i Kiruna förde en Staffan Johansson, bland annat entrévakt, rapport över sina iakttagelser i dagboksform. Det resulterade i en elva sidor lång, maskinskriven, rapport som han skickade till Riksutställningar för att ge en bild av hur utställningen togs emot i gruvstaden i norr. Rapporten startar med att Land du välsignade anländer i möbelbuss måndagen 10 september och monteras upp på plats med hjälp av personal från Riksutställningar. Så här såg onsdagen 19/9 ut, enligt Staffan Johansson:
En grupp militärer kl 8.30 – befälspersoner av skilda grader – medförande en omisskännlig doft av förtärda destillerade drycker och med en något butter uppsyn i sina anleten. De begär att få en visning och får det. Antalet 15 vid entrén, 5 vid sortin. Det måste ha funnits något de inte gillat./…/En man kommer in 13.30 – ”och vad tjänar det här till då? Det verkar klasskamp det här…” Två Stockholmsdamer på genomresa till Narvik undrar vad syftet är med utställningen. I ”sedvanlig ordning” blir de entusiastiska och är stolta över att ha varit på premiär i Kiruna på en utställning tillkommen i Stockholm.
Torsdag 27/9:
Världens röra på morgonen – 6-7 klasser här samtidigt, lugnare efterhand. Två byggnadsarbetare i hjälm in, när såg man ”sådana” på en utställning, det händer faktiskt ganska ofta att det kommer in folk ”direkt från gatan” – men läget här i kommunalhuset underlättar förstås för allmänheten att hitta hit. Intressant är att notera det kompakta ointresse som herrar med ”fyrkantiga” (dokumentportföljer) hyser samt det formidabelt underbara förbiglidande sättet varmed LKAB:s och stadens ulster- och pälsklädd gäster guidas runt (alltså undanför) utställningen. Guiderna smyger snabbt in den i ett till synes parentetiskt andetag och fortsätter därefter snabbt med svepande gester sin beskrivning av stadshusets estetik.
Fredag 5/10:
Upptäcker att gästboken är borta – snopet!! Första reaktionen ” Dj-a ungar”, det var efter en åtta den försvann. Får fyra expressbrev med vägledningar och plastfickor – skönt, för det väntas busslaster från Karesuando. Och de komma. Hela högstadiet. Nästan militärisk indelning av klasserna före inträdet – därefter gick det undan. De allra flesta är ju inte så ofta i staden och i kommunalhuset så det var mycket annat som lockade. Hiss skulle åkas t.ex. Och så gjordes det. Vidare skulle det handlas  på varuhusen och pojkarna invaderade pappersaffärerna för att köpa porrlitteratur (enligt lärarna, som själva gick på Systemet och hamstrade)./…/

## Ekonomi
Mottagaren av Land du välsignade, den lokala utställaren, förband sig via ett kontrakt att betala mellan 6 000 och 8 000 kronor till Riksutställningar för att täcka transportkostnaderna. I den summan ingick försäkringspremien för utställningen.
Enligt en artikel i Oskarshamns-Tidningen, 1975-05-16, uppgick totalkostnaden för utställningen till cirka 200 000 kronor.